# Enhypen
Enhypen (hangul: 엔하이픈) (stiliserat som ENHYPEN) är en sydkoreansk pojkgrupp bildad år 2020 av Belift Lab, ett samriskföretag mellan CJ ENM och Hybe Corporation. Gruppen bildades genom överlevnadstävlingen I-Land och består av sju medlemmar: Jungwon, Heeseung, Jay, Jake, Sunghoon, Sunoo och Ni-ki. Den 30 november 2020 utgav Enhypen sin första EP Border: Day One.